# Jimmy Walker
James «Jimmy» Walker (Amherst, Virginia; 8 de abril de 1944 -Kansas City, Misuri; 2 de julio de 2007) fue un jugador de baloncesto estadounidense que jugó 9 temporadas en la NBA. Con 1,90 metros de altura jugaba en la posición de base.
Era el padre del también jugador Jalen Rose, aunque abandonó a su madre antes del nacimiento y no participó en la educación de su hijo. Falleció el 2 de julio de 2007 víctima de un cáncer de pulmón, a los 63 años de edad.

## Trayectoria deportiva

### Universidad
Comenzó a jugar al baloncesto en las calles de Boston, a donde se trasladó con su familia al poco de nacer. Asistió a la Universidad de Providence, donde en tres años fue nombrado en dos ocasiones All-American, y obtuvo varios récords con su universidad, como el de promediar 25,3 puntos en toda su carrera, 30,4 puntos en su último año y anotar en total 2.045 puntos, récord este último que mantuvo durante 38 años hasta que le fue arrebatado por Ryan Gomes en 2005.

### Profesional
Fue elegido en el número 1 del Draft de la NBA de 1967 por Detroit Pistons, equipo en el que estuvo durante 5 temporadas, siendo en la última de ellas cuando consiguió sus mejores cifras, con 21,3 puntos y 4 asistencias por partido. Fue traspasado a Houston Rockets, donde jugó una temporada completa, y al iniciar la segunda fue enviado a Kansas City Kings, donde tras 3 temporadas se retiró con 32 años. Nunca consiguió responder a las expectativas que fueron creadas en torno a su juego, pero a pesar de ello consiguió promediar 16,7 puntos y 3,5 asistencias, cifras que impresionan más al haber coincidido con grandes estrellas en su mismo puesto como Dave Bing en Detroit y Nate Archibald en Kansas.

## Estadísticas de su carrera en la NBA

### Temporada regular
| Temporada | Edad | Equipo                  | Liga | P   | TIT | MIN  | TC  | TCA  | %TC  | 3P | 3PA | %3P | TL  | TLA | %TL  | R.OF. | R.DEF. | REB | ASIS | ROB | TAP | PER | FP  | PTS  |
| 1967-68   | 23   | Detroit Pistons         | NBA  | 81  |     | 19.6 | 3.6 | 9.0  | .394 |    |     |     | 1.7 | 2.2 | .766 |       |        | 1.7 | 2.8  |     |     |     | 2.5 | 8.8  |
| 1968-69   | 24   | Detroit Pistons         | NBA  | 69  |     | 23.8 | 4.5 | 9.7  | .466 |    |     |     | 2.6 | 3.3 | .795 |       |        | 2.3 | 3.2  |     |     |     | 2.5 | 11.7 |
| 1969-70   | 25   | Detroit Pistons         | NBA  | 81  |     | 35.4 | 8.2 | 17.2 | .478 |    |     |     | 4.4 | 5.4 | .807 |       |        | 3.0 | 3.1  |     |     |     | 2.5 | 20.8 |
| 1970-71   | 26   | Detroit Pistons         | NBA  | 79  |     | 35.0 | 6.6 | 15.2 | .436 |    |     |     | 4.4 | 5.2 | .831 |       |        | 2.6 | 3.4  |     |     |     | 2.2 | 17.6 |
| 1971-72   | 27   | Detroit Pistons         | NBA  | 78  |     | 39.5 | 8.1 | 17.8 | .457 |    |     |     | 5.1 | 6.2 | .827 |       |        | 3.0 | 4.0  |     |     |     | 2.5 | 21.3 |
| 1972-73   | 28   | Houston Rockets         | NBA  | 81  |     | 38.0 | 7.5 | 16.1 | .465 |    |     |     | 3.0 | 3.4 | .884 |       |        | 3.3 | 5.5  |     |     |     | 2.6 | 18.0 |
| 1973-74   | 29   | TOTAL                   | NBA  | 75  |     | 39.4 | 7.8 | 16.5 | .469 |    |     |     | 3.6 | 4.4 | .820 | 0.5   | 2.2    | 2.7 | 4.1  | 1.1 | 0.1 |     | 2.3 | 19.2 |
| 1973-74   | 29   | Houston Rockets         | NBA  | 3   |     | 12.7 | 2.3 | 4.0  | .583 |    |     |     | 0.0 | 0.3 | .000 | 0.0   | 0.7    | 0.7 | 1.3  | 0.0 | 0.0 |     | 1.3 | 4.7  |
| 1973-74   | 29   | Kansas City-Omaha Kings | NBA  | 72  |     | 40.6 | 8.0 | 17.1 | .468 |    |     |     | 3.8 | 4.6 | .822 | 0.5   | 2.3    | 2.8 | 4.2  | 1.1 | 0.1 |     | 2.3 | 19.8 |
| 1974-75   | 30   | Kansas City-Omaha Kings | NBA  | 81  |     | 38.5 | 6.8 | 14.4 | .475 |    |     |     | 3.0 | 3.6 | .855 | 0.6   | 2.3    | 3.0 | 2.8  | 1.0 | 0.2 |     | 2.7 | 16.7 |
| 1975-76   | 31   | Kansas City Kings       | NBA  | 73  |     | 34.1 | 6.3 | 13.0 | .483 |    |     |     | 3.2 | 3.7 | .865 | 0.7   | 1.8    | 2.4 | 2.4  | 1.2 | 0.2 |     | 2.5 | 15.7 |
| Total     |      |                         | NBA  | 698 |     | 33.8 | 6.6 | 14.4 | .461 |    |     |     | 3.4 | 4.2 | .829 | 0.6   | 2.1    | 2.7 | 3.5  | 1.1 | 0.2 |     | 2.5 | 16.7 |

### Playoffs
| Temporada | Edad | Equipo                  | Liga | P  | TIT | MIN  | TC  | TCA  | %TC  | 3P | 3PA | %3P | TL  | TLA | %TL  | R.OF. | R.DEF. | REB | ASIS | ROB | TAP | PER | FP  | PTS  |
| 1967-68   | 23   | Detroit Pistons         | NBA  | 6  |     | 20.2 | 5.2 | 11.2 | .463 |    |     |     | 2.3 | 2.8 | .824 |       |        | 1.5 | 1.5  |     |     |     | 2.8 | 12.7 |
| 1974-75   | 30   | Kansas City-Omaha Kings | NBA  | 6  |     | 37.5 | 6.5 | 14.0 | .464 |    |     |     | 2.3 | 3.0 | .778 | 0.2   | 1.5    | 1.7 | 2.8  | 0.8 | 0.2 |     | 2.0 | 15.3 |
| Total     |      |                         | NBA  | 12 |     | 28.8 | 5.8 | 12.6 | .464 |    |     |     | 2.3 | 2.9 | .800 | 0.2   | 1.5    | 1.6 | 2.2  | 0.8 | 0.2 |     | 2.4 | 14.0 |

## Logros personales
- Récord de puntos de la Universidad de Providence (2.045)
- Máximo anotador de la NCAA en 1967 (30,4 puntos por partido).
- 2 veces All Star de la NBA.